# День святого Валентина (фильм, 2010)
«День святого Валентина» (англ. Valentine's Day) — американская романтическая комедия, снятая режиссёром Гарри Маршаллом по сценарию и сюжету Кэтрин Фьюгейт, Эбби Кон и Марка Силверстина.

## Сюжет
Фильм посвящён истории случайных знакомств и увлечений, которые происходят в течение одного дня святого Валентина. Фильм, представляющий собой ряд киноновелл, начинается с рассвета 14 февраля.
Ведущий обыкновенного полночного шоу объявляет, что сегодня он весь день будет вести радиоэфир, и под звуки из радиоприёмника просыпаются все герои фильма. Рид Беннет просыпается рядом со своей подругой Морли и делает ей предложение, на которое она отвечает согласием. Рид счастлив и едет на работу, где сообщает всем, что он скоро женится. Все его друзья принимают новость несколько удивлённо, что немного обижает Рида, но не омрачает его радости.
В студии 13 канала идёт эфир новостей. Второй спортивный комментатор Кельвин получает задание взять интервью на улицах города об отношении жителей ко Дню всех влюблённых. Он против и пытается спорить с продюсером Сьюзан, но она непреклонна и требует от него «романтичности».
Джулия Фитцпатрик просыпается в квартире своего возлюбленного доктора Харриссона Купланда, которому приходится покинуть её в день всех влюблённых, потому что ему необходимо лететь в Сан-Франциско, на операцию в качестве хирурга. На вопрос, не будет ли Джулия скучать, она отвечает, что нет, потому что пойдет на вечеринку «Врагов Дня всех влюблённых», которую ежегодно устраивает её подруга Кара. В данный момент она является бизнес-менеджером спортсмена Шона Джексона, который переживает не лучшие времена и хранит тайну, которая буквально взрывает общественность.
Лиз и её недавний парень Джейсон просыпаются в квартире Джейсона, но вскоре Лиз без объяснения уезжает на своем мотоцикле, но едва завернув за угол, отвечает на телефонный звонок и ведёт с кем-то разговор эротического характера. Между тем Джейсон уверен, что дело в том, что он забыл о «Валентиновом дне».
Пожилая пара Эстель и Эдгар наблюдают, как их внук Эдисон делает валентинки. Они говорят о том, что он всегда делал валентинки с матерью, и отказался от помощи Эдгара, потому что «это уже не так весело». Между тем няня Эдисона, Грейс, готовится впервые заняться сексом со своим парнем Алексом, и просит совета у подруги Фелиции, которая пока не решается на близость с Уилли.
На высоте 10 000 метров над землёй, в самолёте, стюардессы раздают пледы, и одна из них накрывает пледом спящих Холдена и капитана Кейт Хезелтайн, которых вскоре ждет романтическое знакомство друг с другом. Однако Холден узнаёт, что Кейт летит через весь мир, чтобы всего лишь несколько часов провести с одним 'особенным' мужчиной.

## В ролях
| Актёр            | Роль                   |
| ---------------- | ---------------------- |
| Дженнифер Гарнер | Джулия Фицпатрик       |
| Джессика Бил     | Кара Монахан           |
| Джулия Робертс   | капитан Кейт Хэзелтайн |
| Брэдли Купер     | Холден Уилсон          |
| Джессика Альба   | Морли Кларксон         |
| Кэти Бэйтс       | Сьюзан                 |
| Эрик Дэйн        | Шон Джексон            |
| Патрик Демпси    | Харрисон Коуплэнд      |
| Гектор Элизондо  | Эдгар Пэддингтон       |
| Джейми Фокс      | Келвин Мур             |
| Тофер Грейс      | Джейсон Моррис         |
| Энн Хэтэуэй      | Лиз Коррин             |
| Эмма Робертс     | Грейс Смарт            |
| Эштон Кутчер     | Рид Беннетт            |
| Картер Дженкинс  | Алекс Джонс            |
| Джордж Лопес     | Альфонсо Родригес      |
| Тейлор Свифт     | Фелиция                |
| Куин Латифа      | Пола Томас             |
| Тейлор Лотнер    | Уилли                  |
| Ширли Маклейн    | Эстель                 |
| Кэтрин Ланаса    | Памела Коуплэнд        |
| Ларри Миллер     | мистер Биггер          |

## Саундтреки
| - 01. Spearhead — Say Hey (I Love You) - 02. Stevie Wonder — For Once In My Life - 03. Jools Holland and Jamiroquai — I’m In The Mood For Love - 04. Willie Nelson — On The Street Where You Live - 05. Sausalito Foxtrot — Everyday - 06. Maroon 5 — The Way You Look Tonight - 07. Ben E. King — Amor - 08. The Bird and the Bee — I’m Into Something Good - 09. Jewel Kilcher — Stay Here Forever - 10. Glenn Miller — In The Mood - 11. Sledge — When A Man Loves A Woman - 12. Steel Magnolia — Keep On Lovin' You - 13. Will.i.am — Heartbreaker - 14. Diane Birch — Valentino - 15. Mick Jones — Feels Like the First Time - 16. Scott Marshall — Grace - 17. Black Gold — Shine - 18. Jamie Foxx — Quit Your Job - 19. Nat 'King' Cole — Te Quiero, Dijiste - 20. Tupac Shakur (feat. Dr. Dre and Roger Troutman) — California Love - 21. Leighton Meester (feat.Robin Thicke) — Somebody to Love - 22. Alan Palanker — Lost Love - 23. Carina Round — Every Time You Smiled - 24. Mychael Danna — Banished - 25. Sukhwinder Singh — Aaj Mera Jee Kardaa - 26. Amy Winehouse — Cupid | - 27. Alex North — The Truth Hurts - 28. Jamie Foxx and Jessica Biel — I Will Survive - 29. Pamela Chopra, Jackie Shroff, Amrita Singh, and Juhi Chawla — Banno Ki Aayegi (Happy) - 30. Stevie Wonder, Syreeta , Lee Garrett and Lula Mae Hardaway — Signed Sealed Delivered I’m Yours - 31. Taylor Swift — Today Was A Fairytale - 32. Joss Stone — 4 And 20 - 32. Taylor Swift — Jump Then Fall - 33. Scott Nickoley, Jamie Dunlap, and Stephen Lang — Up All Night |

## Факты
- Общие сборы фильма составили около $ 190 миллионов.
- Гонорар Джулии Робертс составил $ 3 миллиона.
- Съёмки главным образом проходили в Лос-Анджелесе с июля по сентябрь 2009 года.
- Джулия Робертс снялась в картине вместе со своей племянницей Эммой Робертс, а с Гектором Элизондо в 1991 году снималась в «Красотке» и «Сбежавшей невесте» того же режиссёра Гарри Маршалла.
- Джейми Фокс ранее снимался с Дженнифер Гарнер в картине «Королевство», а с Джессикой Бил в фильме «Стелс».
- Брэдли Купер  снимался вместе с Джессикой Бил в фильме «Команда-А (фильм)».